# Divat

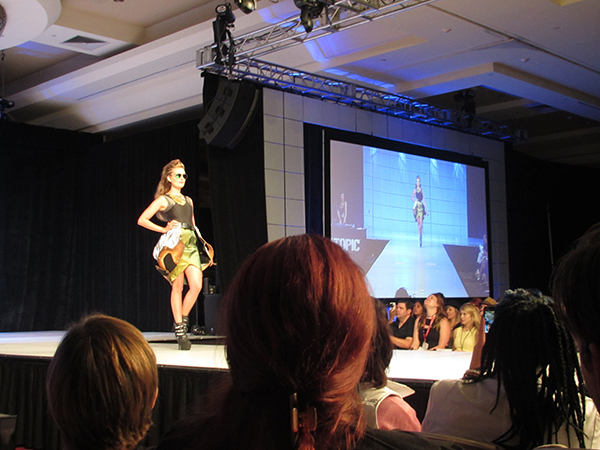
Divatbemutató 2014-ben Clevelandben

A divat szó alatt általában egy adott kultúra vagy kor irányzatát értik, amely leggyakrabban az öltözködést, a protokolláris szokásokat és a társas érintkezés szabályait foglalja magába. A divat a legáltalánosabb értelemben a társas érintkezést irányító szokások rendszere.
A divat jelentheti :
- az élet külső formáit, a társas érintkezést, a viselet, az öltözködés módját irányító és konkrét változó szokások összességét, rendszerét;
- felkapott szokást;
- valakinek vagy valaminek időhöz kötött közkedveltsége.

## Fogalma

### Mint gazdasági kategória
A divat az egyik hajtóereje a gazdasági fejlődésnek, mivel a divat által befolyásolt terület működő cégek haszonra tehetnek szert a divatos termékek/szolgáltatások révén. Ez ösztönzi a versenyt, amelynek során a divat időről időre illetve területileg változik. Mindez mozgásban tartja a gazdasági élet körforgását.

### Mint kulturális kategória
A divat más szempontból az emberi kultúra részének, az önkifejezés egyik eszközének tekinthető. Ez kiterjed az öltözködésre, az ember egyes használati tárgyaira, továbbá viselkedésére, társadalmi szokásaira, magatartási formáira is.

### Mint társadalmi kategória
A divat ismét más szempontból – általános értelemben – a társas érintkezést és ezen belül az öltözködést irányító szokásokhoz való viszonyulást jelenti. Széles rétegeket mint fogyasztókat befolyásol. Ez nemcsak a divat követésére, hanem elutasítására is vonatkozik.
A – gyakran sznob – konzumizmussal szemben felbukkant az antikonzumizmus.

## Fast fashion
A kifejezés (magyarul: gyors divat) arra az 1980-as években kialakult tendenciára utal, hogy a divatcikkeket (elsősorban ruhaneműket) gyártó cégek arra ösztönzik a fogyasztókat, hogy minél gyakrabban cseréljék ruhatárukat, hiszen ez a gyártók számára újabb és újabb megrendeléseket, ezzel üzleti hasznot eredményez. A fast fashion szellemében működő cégek nem a tartósság, hanem a „minél többet minél olcsóbban és minél gyorsabban” elvén működnek: pár hetente cserélődő kínálatukkal egyszerre teremtik és táplálják az igényt a folyamatos megújulásra. Olcsóságuk következtében a fogyasztók gyorsan túladnak rajtuk (kidobják, jobb esetben elajándékozzák), ha megjelennek újabb tetszetős darabok a kereskedelemben. Ezeket az általában olcsó, sokszor gyenge minőségű anyagokból készült, de mutatós, divatos termékeket legtöbbször ázsiai országokban varratják, ahol a nagyon rosszul fizetett munkások többnyire nagyon rossz körülmények között dolgoznak.
Ugyanakkor viszont ennek az a következménye, hogy a feleslegessé váló ruhaneműk jelentős része hulladékba kerül és ez a környezetszennyeződést növeli és közvetve az éghajlatváltozásra is negatív hatással van. Az Európai Unió Környezetvédelmi Ügynökségének (EEA) megállapítása szerint 2020-ban az Európai Unió lakossága fejenként kb. 15 kg ruhaneműt vásárolt, aminek következtében 11 kg korábban vásárolt ruhanemű vált feleslegessé és ennek kétharmada a szemétben végezte. A textilhulladék-mennyiség 2000 és 2014 között világszerte 60%-kal megnövekedett és ezt a fast fashion irányzat elterjedésének tulajdonítják. Egy ruhadarab átlagos élettartama Európában 2019-ben 5 év volt, holott akár 10–15 évig is hordható lett volna. Az EEA ezért arra szólítja fel az érintett szereplőket, hogy fektessenek nagyobb hangsúlyt az időtálló és tartós termékek tervezésre és a környezetbarát anyagfelhasználásra – vagyis részesítsék előnyben a Slow Fashion irányzat követését.

## Slow fashion
A slow fashion (lassú divat) a folyamatos vásárlásra ösztönző fast fashion ellentéte. Lényege a jó minőségű alapanyagokból készített, lehetőleg egyedi tervezésű ruhák viselésére való törekvés. A slow fashion mozgalom 2008-ban indult Amerikából, eredetileg azzal a céllal, hogy hazai termékek vásárlására ösztönözzön az olcsó, de gyenge minőségű távol-keleti származású ruhadarabok helyett. A mozgalmat Európában 1986-ban Carlo Petrini indította el Olaszországban. A slow fashiont előnyben részesítő cégek időtálló, környezettudatos termékeket terveznek és gyártnak. A mozgalom legfőbb üzenete a környezettudatosság. Emellett a slow fashion hívei pénzt takaríthatnak meg, mert jó minőségű, tartós árucikket vásárolnak.

## Fair fashion
A fair fashion (tisztességes divat) irányzata arra törekszik, hogy olyan ruhadarabokat vásároljunk, amelyeket tisztességes körülmények között állítottak elő, vagyis olyan helyen, ahol a munkavállalókat tisztességes bánásmódban részesítik és tisztességesen megfizetik, biztosítják számukra a nemzetközileg elismert emberi jogokat, még a hátrányos helyzetű emberek számára is. Ez elsősorban a Latin-Amerikában, Ázsiában és Afrikában működő ültetvényekre és gyártóüzemekre vonatkozik. 
A tisztességes divatot kínáló vállalatok figyelembe veszik a Nemzetközi Munkaügyi Szervezet (ILO) alapvető munkaügyi normáit: az egyesülési szabadságot és a kollektív tárgyalásokhoz való jogot, a kényszermunka felszámolását, a gyermekmunka eltörlést és a foglalkoztatás és a munkavégzés tekintetében a megkülönböztetés tilalmát.
A tisztességes divat népszerűsítésére alakult a Fair Wear (tisztességes ruházat) Alapítvány.

## Divatházak

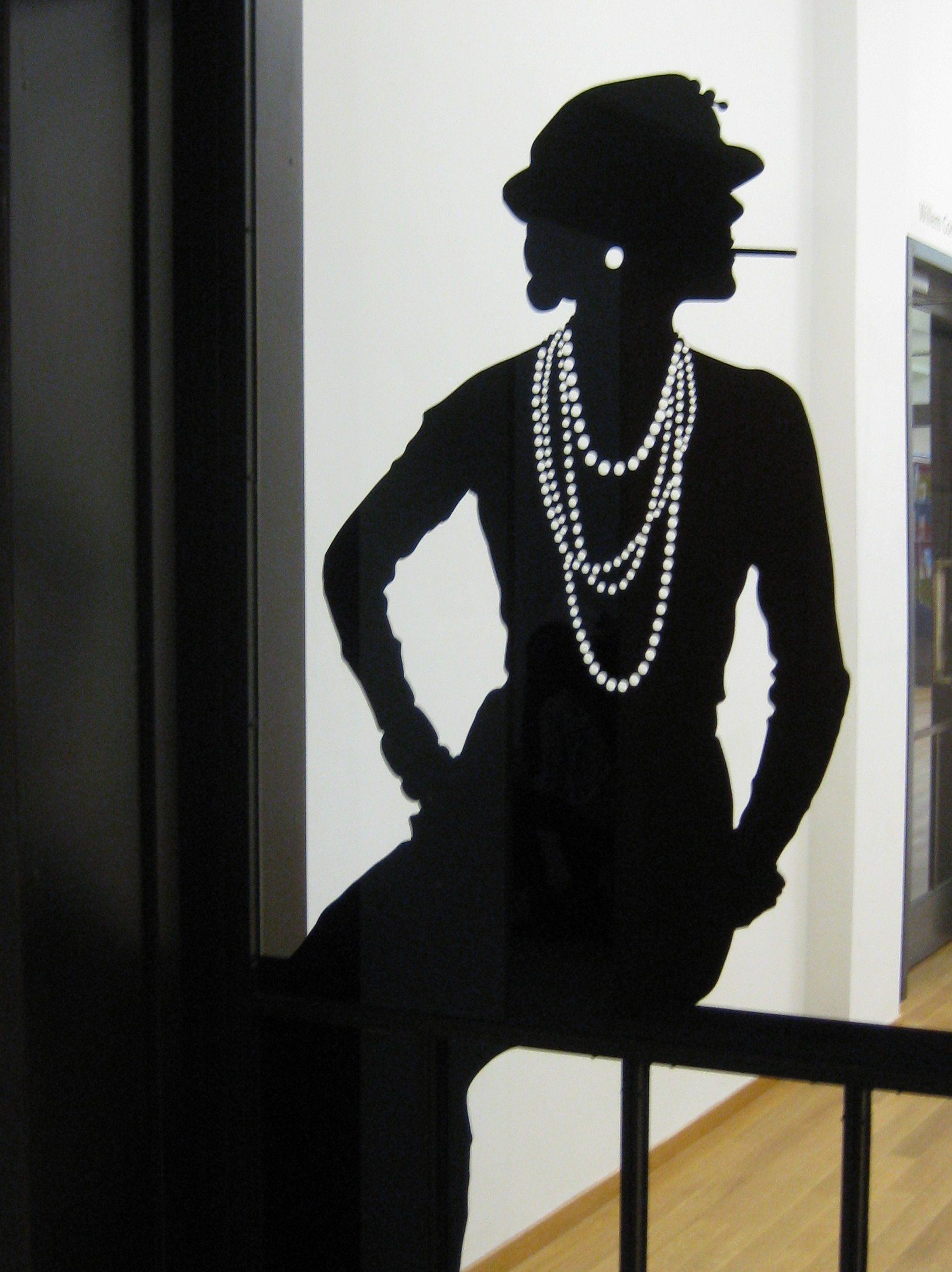
Coco Chanel kiállítás

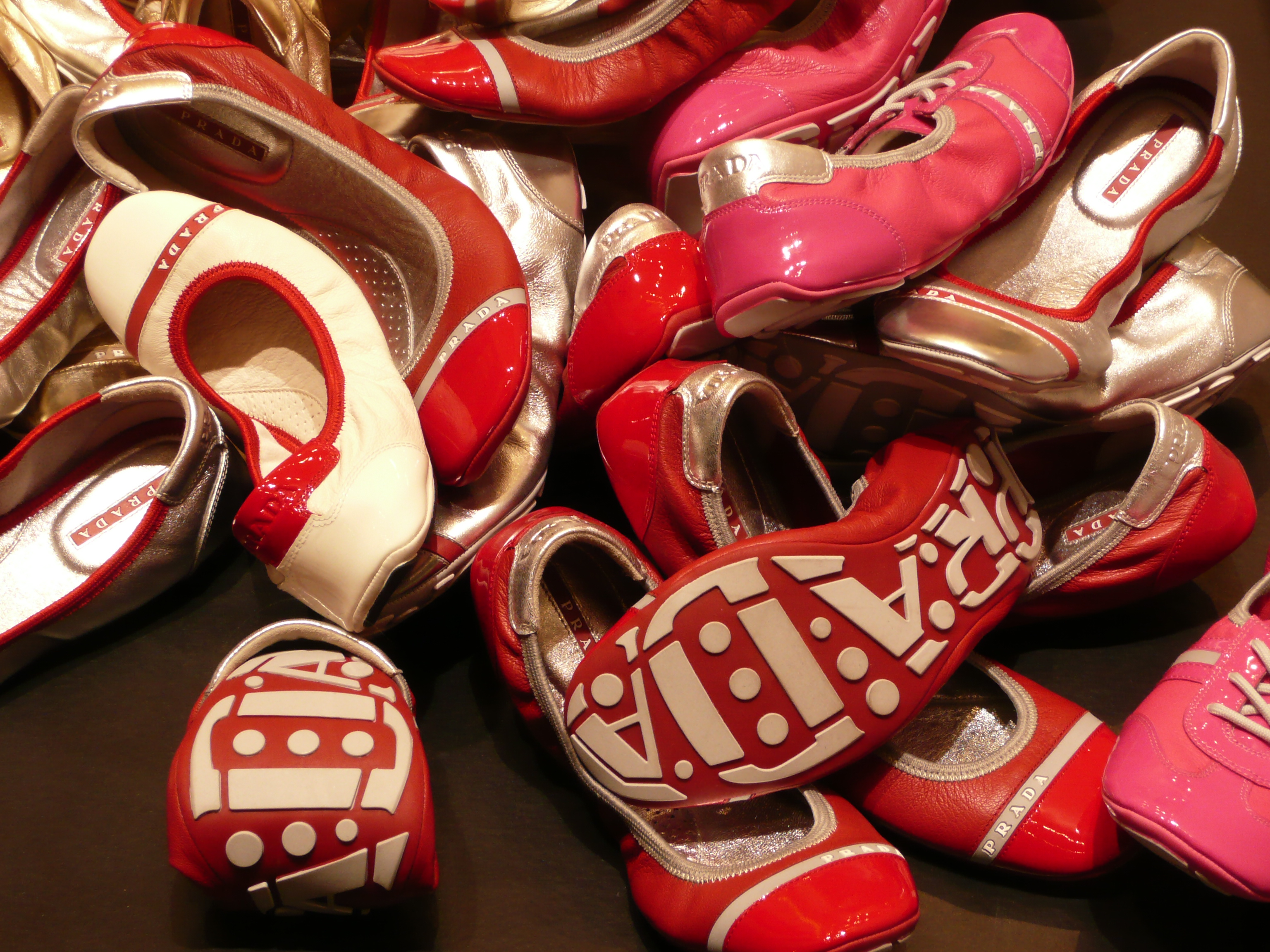
Prada cipők

- Neves divatházak

- - Nubu
  - Burberry
  - Coco Chanel
  - Christian Dior
  - Dolce & Gabbana
  - Etro
  - Fendi
  - Giorgio Armani
  - Gucci
  - Louis Vuitton
  - Prada
  - John Richmond
  - Roberto Cavalli
  - Salvatore Ferragamo
  - Valentino
  - Gianni Versace
  - Yves Saint Laurent
  - Rocco Barocco
  - Daniele Alessandrini
  - Kiton
  - Mariano Rubinacci
  - E. Marinella
  - Eddy Monetti
  - Mario Valentino
  - Isaïa
  - Cesare Attolini
  - Mario Muscariello
  - Luigi Borrelli
  - Nina Ricci
  - H&M
  - Clusimo

- A divattervezés központjai
  - Párizs
  - Milánó
  - New York
  - London (férfidivat)
  - Tokió
  - Antwerpen
  - Düsseldorf

## Divat díjátadó gála
A hazai divatszakma legrangosabb rendezvénye a Fashion Awards Hungary díjátadó gála. Az első díjátadóra 2004-ben került sor. Az elismerés évről évre egyre nagyobb értéket képviselt, majd a hazai divatszakma legrangosabb rendezvénye lett. Az első gála fővédnöke Zoób Kati divattervező volt.

### Az első Fashion Awards Hungary nyertesei
- Az év modellje: Ebergényi Réka
- Az év Fiatal Divattervezője: USE (Füzes Eszter, Godena-Juhász Attila, Tóth András)
- Az év Divatfodrásza: Tüzes Tamás (Snoopy)
- Az év Divatsminkese: Titkos Bernadett
- Az év Stylistja: Lakatos Márk
- Az év Divatfotósa: Pitrolffy Zoltán
- Az év Divattervezője: Anda Emília

A jelöltek közül a díjat és az azzal együtt járó szobrot az kapja, akit a legtöbbször jelöltek a divatélet vezető szakemberei a hozzájuk eljuttatott szavazólapon.
A szavazatok összeszámlálást ügyvéd hitelesíti.

## A divattörténet
A divattörténet (vagy viselettörténet, esetleg viselet- és divattörténet) a művelődéstörténet újabban előtérbe került diszciplinája.

„A divattörténet mint interdiszciplináris tudományág megközelítéséhez a történeti mellett művészettörténeti, szociológiai, néprajzi, esztétikai stb. tudás és szemlélet integrálása szükséges, ezt a sokszínűséget képviselik óráról órára a meghívott előadók. A női és férfidivat, valamint a népviseletek formáinak, viselési szokásainak változásai mögött társadalmi, gazdasági, hatalmi folyamatok, művészeti hatások állnak.”

Magyarországon a divattörténet tanulmányozása az elmúlt évtizedben élénkült fel. 2016-ban az ELTE Történeti Intézet és a Művelődéstörténeti Tanszék a témára fókuszáló kurzust szervezett. A kurzus oktatói F. Dózsa Katalin, Fábri Anna, Fülemile Ágnes, Simonovics Ildikó, Szatmári Judit Anna, Szentesi Réka és Vér Eszter Virág voltak.
Divat, kultúra, történelem – Divattörténeti tanulmányok címen jelent meg 2016-ban F. Dózsa Katalin – Szatmári Judit Anna – Szentesi Réka divattörténeti műve, az ELTE Eötvös Kiadó gondozásában.

## Környezeti hatás
Mint iparág, az egyik legkörnyezetszennyezőbb, hatalmas ökológiai lábnyommal.  A textilipar a második legnagyobb édesvízszennyező a világon és az összes ipari vízszennyezés nagyjából egyötödéért felelős.
A használt és eldobott ruházat kevesebb mint egy százalékát hasznosítják újra új ruhák készítéséhez, a többi a szemétbe kerül. Gyakran a fejlődő és szegény országokba viszik, hogy megszabaduljanak tőlük. Chilében, az Atacama-sivatagban olyan méretű szeméttelepet hoztak létre az importált használt ruhákból, amely az űrből, sőt a Holdról is látszik. A ruhaszemétnek a lebomlása akár több száz évig is eltart, miközben tovább szennyezi a környzetet.

## Fordítás
- Ez a szócikk részben vagy egészben  a   Moda című olasz Wikipédia-szócikk fordításán alapul.  Az eredeti cikk szerkesztőit annak laptörténete sorolja fel. Ez a jelzés csupán a megfogalmazás eredetét és a szerzői jogokat jelzi, nem szolgál a cikkben szereplő információk forrásmegjelöléseként.